# Mysterien eines Frisiersalons
Mysterien eines Frisiersalons er en tysk stumfilm fra 1923 af Bertolt Brecht og Erich Engel.

## Medvirkende
- Blandine Ebinger
- Karl Valentin
- Erwin Faber som Moras
- Annemarie Hase
- Kurt Horwitz
- Hans Leibelt
- Carola Neher